# Dynastinae

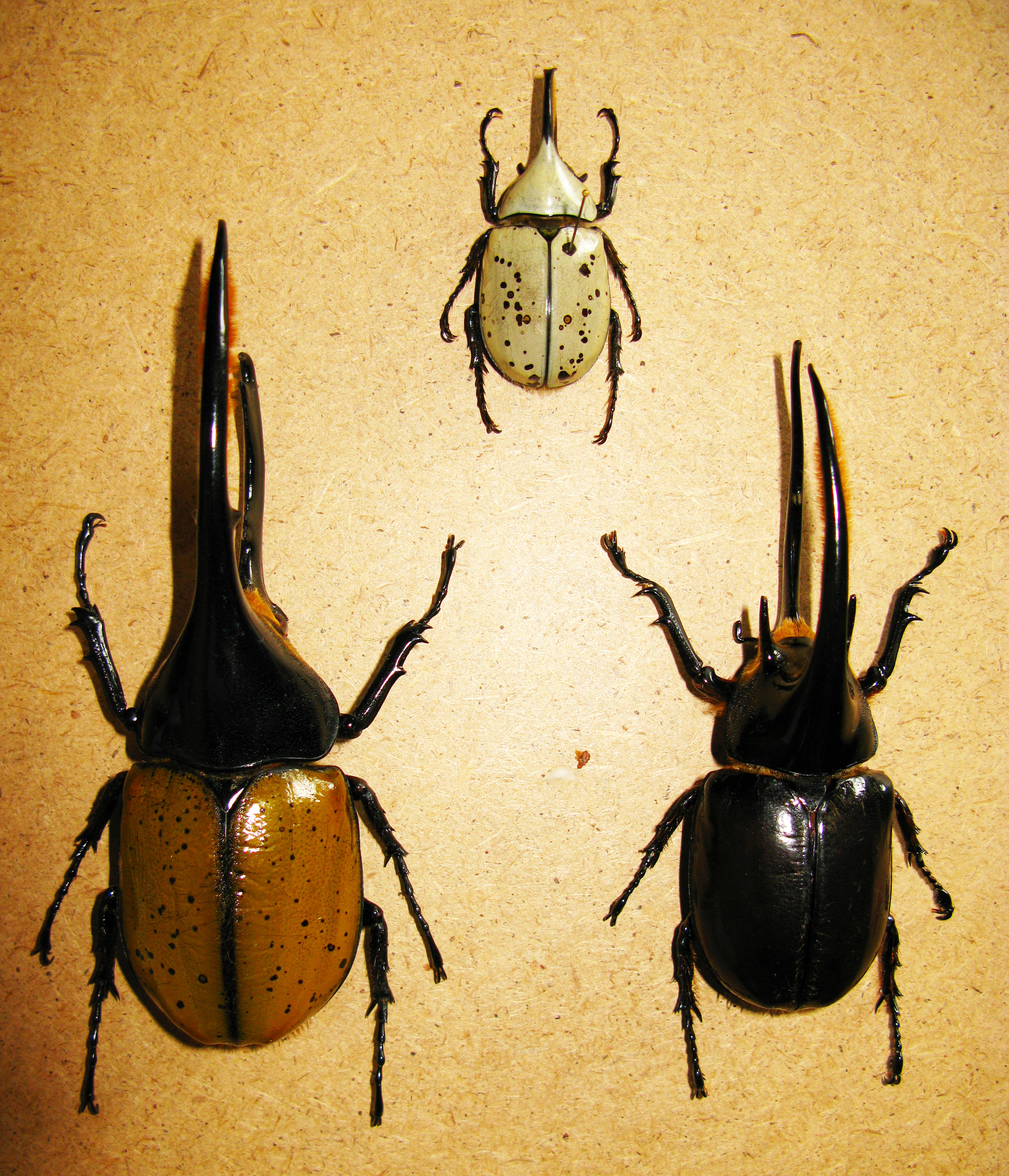
Dynastes hercules, Dynastes granti, Dinastes neptunes

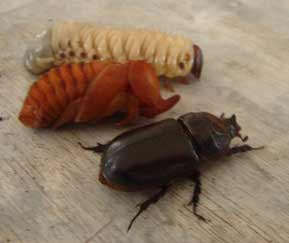
Ciclo vital: Larva (atrás), pupa (centro), imago (adelante)

Los dinastinos (Dynastinae) son una subfamilia monofilética de escarabajos de la familia Scarabaeidae cuyos miembros vulgarmente se llaman «escarabajos rinocerontes» o «escarabajos hércules» por los grandes cuernos que tienen los machos de algunas de sus especies en la cabeza o en el tórax en estadio adulto.
Miden hasta 15 cm. La mayoría de los dinastinos adultos tienen su fase activa durante la noche o el crepúsculo. Su alimento consiste en frutos podridos, mientras que las larvas dinastinas viven de materia orgánica muerta o de material de plantas vivas. Los estadios larvales pueden llevar varios años. Los miembros de algunos géneros de la subfamilia Dynastinae se clasifican como animales dañinos.

## Taxonomía
Se conocen aproximadamente 220 géneros y unas 1.400 o 1.500 especies de los dinastinos. Una revisión profunda de esta subfamilia la llevó a cabo Endrődi Sebő (The Dynastinae of the World, 1985, publicada después de su muerte).
Los dinastinos se dividen en las siguientes tribus:
- Agaocephalini Burmeister, 1847
- Cyclocephalini Laporte, 1840
- Dynastini MacLeay, 1819
  - Género Dynastes
- Hexodontini Lacordaire, 1856
- Oryctini Mulsant, 1842
- Oryctoderini Endrödi, 1966
- Pentodontini Mulsant, 1842
  - Género Calicnemis
- Phileurini Burmeister, 1847

## Distribución
Miembros de los dinastinos típicamente se encuentran en las regiones tropicales al sur y al norte del ecuador y en regiones no tropicales del hemisferio norte, pero se pueden encontrar prácticamente en todo el mundo.

## Ciclo vital
Todavía no se sabe mucho sobre el ciclo vital de los dinastinos. Mientras que se han descrito los estadios adultos de muchas especies, la mayoría de ellas todavía no cuenta con una descripción de sus estadios inmaduros. Generalmente, el estadio larval tiene una duración de uno a tres años; el estadio de imago (el estadio adulto) dura unas semanas. El hábitat de las larvas lo forman el suelo y la madera podrida. Conforme a esto, se alimentan de plantas y materia orgánica muerta. Así ayudan a liberar los nutrientes que contiene la materia muerta y hacerlos accesibles para las plantas vivas.

## Relaciones interespecíficas
Algunos adultos dinastinos son polinizadores de palmeras y especies de Araceae